# Второ съборно послание на свети апостол Иоана Богослова
Второто съборно послание на свети апостол Иоана Богослова (на гръцки: Β΄ Ἐπιστολὴ Ἰωάννου) е библейска книга, десетата в Новия завет. Тя е петото от седемте съборни послания, отправени към Църквата като цяло, а не към отделни общности. Традиционно за неин автор се смята апостол Иоан Богослов, но съвременните изследователи отхвърлят тази възможност, като най-често приемат за автор друг негов съвременник, наричан Иоан Евангелист.